# Universiteit van Brits-Columbia
De Universiteit van Brits-Columbia (UBC) is een openbare universiteit gelegen in de Canadese provincie Brits-Columbia. De universiteit beschikt over twee grote campuslocaties, namelijk in Vancouver en in Kelowna in de Okanaganvallei. De hoofdcampus is gelegen binnen de zogenaamde University Endowment Lands op Point Grey, zo'n 10 km van het centrum van Vancouver. De Okanagancampus bevindt zich op ongeveer 20 minuten van het centrum van Kelowna. Verder zijn er nog kleine satellietcampussen in het centrum van Vancouver (Great Northern Way Campus en Robson Street). UBC wordt gerekend tot een van Canada's topuniversiteiten, en wordt wereldwijd hoog aangeslagen. De bibliotheek van de universiteit bevat ruim 4 miljoen boeken en is daardoor de op een na grootste onderzoeksbibliotheek van heel Canada.

## Geschiedenis
In 1906 werd de eerste privéuniversiteit van Vancouver opgericht, genaamd de McGill University College of British Columbia. Negen jaar later zou die universiteit op gaan in de openbare University of British Columbia.